# Gilda Nery
Gilda Nery (Rio de Janeiro, 25 de dezembro de 1928 - Rio de Janeiro, 27 de junho de 2004) foi uma atriz brasileira. 

## Biografia
Iniciou sua carreira artística em 1949 no Festival Shakespereare, na peça Sonho de Uma Noite de Verão, período em que trabalhou com Paschoal Carlos Magno e Sérgio Cardoso.
Sua consagração viria em 1953 ao participar do filme Uma Pulga na Balança de Luciano Salce. Participaria ainda de outros filmes produzidos pela Companhia Cinematográfica Vera Cruz, destacando-se ainda em 1954 por sua atuação em Floradas na Serra. Sua última participação em cinema foi em 1997, no filme Navalha na Carne, de Neville d'Almeida  .
Em televisão estreou na década de 1950, participando do Teatro do Rio (TV Rio) e Teatrinho Trol da TV Tupi.
Faleceu em decorrência de uma leucemia.

## Filmografia

### Cinema
| Ano  | Título                           | Personagem     |
| ---- | -------------------------------- | -------------- |
| 1953 | Uma Pulga na Balança             | Dora           |
| 1954 | Floradas na Serra                | Belinha        |
| 1957 | Love Slaves of the Amazons       | Guarda amazona |
| 1959 | Ravina                           | Esposa         |
| 1964 | Viagem aos Seios de Duília       | Moça da rua    |
| 1966 | O Diabo de Vila Velha            | —              |
| 1969 | A Navalha na Carne               | —              |
| 1973 | Vai Trabalhar, Vagabundo!        | —              |
| 1991 | Não Quero Falar sobre Isso Agora | Mãe de Bárbara |
| 1991 | Matou a Família e Foi ao Cinema  | —              |
| 1997 | Navalha na Carne                 | —              |

### Televisão
| Ano  | Título              | Personagem         | Nota                         |
| ---- | ------------------- | ------------------ | ---------------------------- |
| 1952 | Grande Teatro Tupi  | Vários personagens |                              |
| 1957 | Teatrinho Trol      | —                  | Episódio: "João Faz de Tudo" |
| 1957 | Teatro do Rio       | —                  | Episódio: "A Intrusa"        |
| 1958 | TV Teatro           | Vários personagens |                              |
| 1961 | Morte no Mar        | —                  |                              |
| 1963 | Sombras do Terror   | —                  | Episódio: "A Mão Enluvada"   |
| 1991 | Na Rede de Intrigas | —                  | Participação Especial        |
| 1992 | Pedra Sobre Pedra   | —                  | Participação Especial        |
| 1993 | Mulheres de Areia   | Nair               | [ 8 ]                        |
| 1994 | Quatro por Quatro   | Copeira            | [ 9 ]                        |
| 1995 | História de Amor    | Conceição          | [ 10 ]                       |
| 1995 | A Idade da Loba     | —                  | [ 11 ]                       |
| 1996 | O Fim do Mundo      | Beata              | [ 12 ]                       |

## Teatro[13]
- 1949 - Sonho de Uma Noite de Verão
- 1951 - De Amor Também Se Morre
- 1951 - Massacre
- 1952 - Amanhã Será Diferente
- 1957 - Poeira de Estrelas 1957
- 1960 - A Turma do Barulho
- 1960 - L. R. S. - Liga de Repúdio ao Sexo
- 1961 - Males da Juventude
- 1966 - Marat-Sade

## Prêmios e Indicações
| Ano  | Prêmio                                                     | Indicação                | Trabalho             | Resultado | ref    |
| ---- | ---------------------------------------------------------- | ------------------------ | -------------------- | --------- | ------ |
| 1953 | Prêmio Governador do Estado                                | Melhor Atriz             | Uma Pulga na Balança | Venceu    | [ 14 ] |
| 1953 | Prêmio Associação Brasileira de Cronistas Cinematográficos | Melhor Atriz             | Uma Pulga na Balança | Venceu    | [ 14 ] |
| 1954 | Prêmio Saci                                                | Melhor Atriz Coadjuvante | Floradas na Serra    | Venceu    | [ 15 ] |
| 1954 | Prêmio Governador do Estado                                | Melhor Atriz Coadjuvante | Floradas na Serra    | Venceu    | [ 15 ] |